# Левков, Эрнст Аркадьевич
Эрнст Аркадьевич Левков (бел. Эрнст Аркадзевіч Ляўкоў; 1935 — 1996) — белорусский советский учёный, геолог, историк, этнограф, краевед, популяризатор науки. Доктор геолого-минералогических наук (1981), профессор (1984), член-корреспондент Петровской Академии наук и искусств (1994), Международной Академии наук Евразии (1994), лауреат Государственной премии БССР (1986).

## Биография

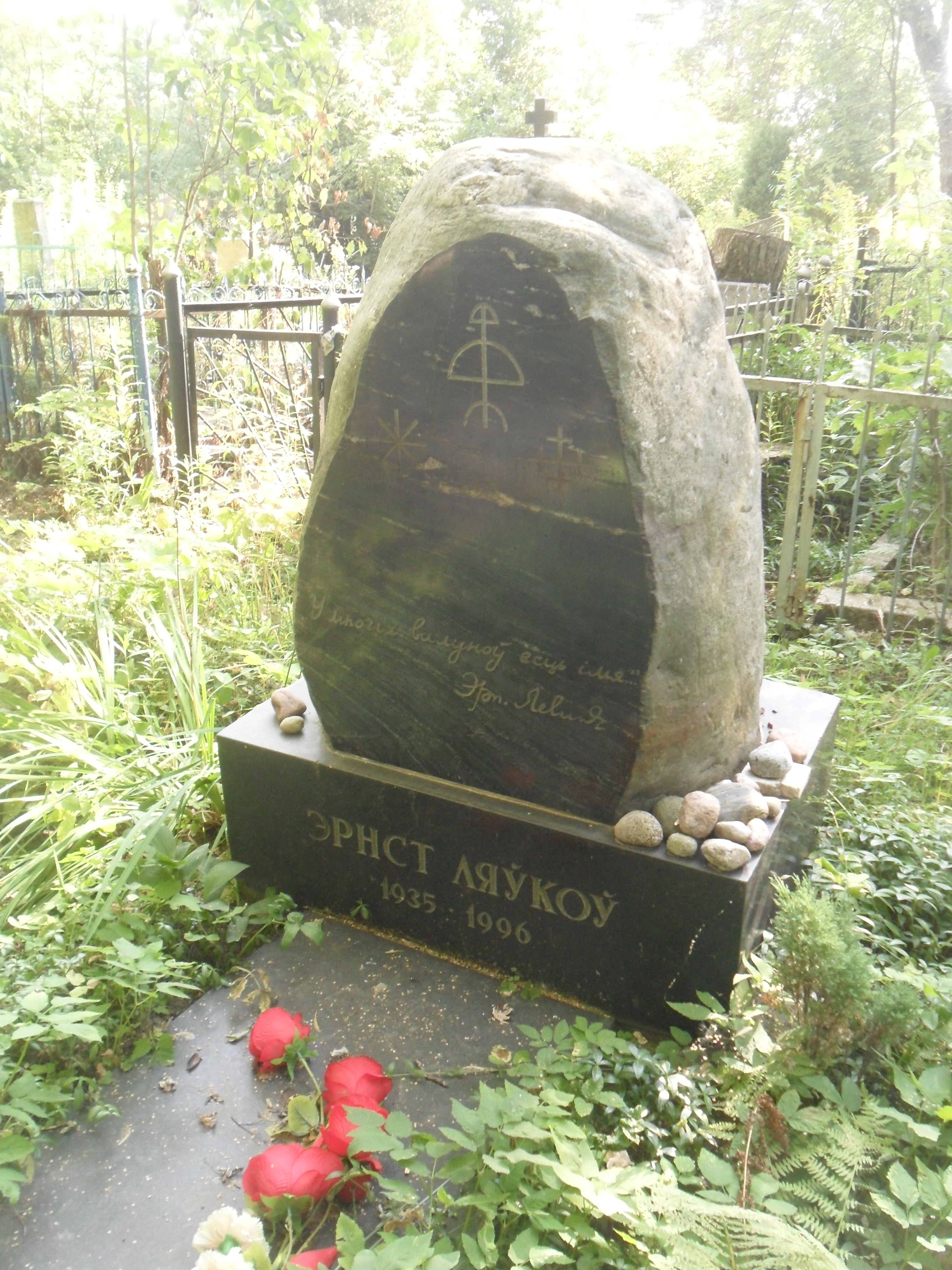
Могила Левкова на Чижовском кладбище Минска.

Родился 30 января 1935 года в Минске. После окончания в 1958 году геолого-географического факультета БГУ был направлен в Белорусский научно-исследовательский геологоразведочный институт, где работал до 1977 года, с 1977 по 1996 год — в Институте геохимии и геофизики АН БССР. В 1985—1992 годах — заведующий лабораторией Академии наук.
Одновременно читал лекции в МГПИ имени М. Горького (ныне Белорусский государственный педагогический университет), Белорусском и Гомельском государственных университетах.
В 1965 году защитил кандидатскую диссертацию на тему «Исследование вещественного состава песчано-гравийно-галечных отложений северной Белоруссии в связи с их использованием в народном хозяйстве». В 1977 году выступил редактором сборника статей «О границе между неогеном и антропогеном».
Степень доктора геолого-минералогических наук получил в 1981 году, диссертация по теме «Гляциотектоника» была защищена в МГРИ имени С. Орджоникидзе.
В 1986 году вышла книга «Климат как продукт биосферы» под редакцией Э. А. Левкова.
Ежегодно проводил полевые исследования.
Умер 13 сентября 1996 года и похоронен на Минском общегородском кладбище. Могила ученого выполнена в виде языческого захоронения. Памятник выполнен из массивного гранитного валуна с одной ошлифованной поверхностью, где технологическим путём выполнен гальдрастав с солярной символикой, мировым древом, и огненным крестом, на камне начертано «У многих валунов есть имя…» Ниже подпись Эрнста Левкова.

## Научная деятельность
Известен разработкой теории гляциотектоники, изучением региональной геологии, рельефа и полезных ископаемых (минерального строительного сырья) Белоруссии.
Э. Левков — исследователь ледниковых валунов и вопросов, связанных с проникновением ледников на территорию Беларуси.
Исследователь белорусской традиционной культуры. Особое внимание уделял изучению культовых камней. Им была определена роль топонимики при реконструкции исторического прошлого. Во время проведения полевых экспедиций Левковым собран богатый материалы по геологии, истории, дохристианской культуре Беларуси и этнографии края. Изучая язычество, он не только исследовал историю, но и находил пути к пониманию традиционной культуры своего народа.
Участвовал в работе Белорусского комитета по Международной программе геологической корреляции, Белорусской антропогеновой комиссии.

## Избранная библиография
Э. Левков — автор монографий и научно-популярных произведений.
- Горелик З. А., Мишагова Э. Д., Левков Э. А. Пески БССР и их промышленное использование. — Минск: Изд-во Акад. наук БССР, 1961.
- В недрах земли Белорусской : [для среднего и старшего возраста]. — Минск: Беларусь, 1964.
- Левков Э. А., Матвеев А. В., Махнач Н. А. Геология антропогена Белоруссии. — Минск: Наука и техника, 1973.
- Матвеев А. В., Левков Э. А. Ледниковая формация антропогена Белоруссии. — Минск: Наука и техника, 1976.
- Гляциотектоника. — Минск: Наука и техника, 1980.
- Матвеев А. В., Левков Э. А., Ажгиревич Л. Ф. Неотектоника и полезные ископаемые Белорусского Полесья. — Минск: Наука и техника, 1984.
- Маўклівыя сведкі мінуўшчыны [Молчаливые свидетели прошлого (О валунах)]. — Минск: Навука і тэхніка, 1992.
- Роль неотектоники и оледенения в формировании гидрографической сети Белоруссии //Геоморфология. № 4. 1987 (в соавт.)